# كتيلة صخرية
كتيلة صخرية (الاسم العلمي:Chiliadenus rupestris) هي نوع من النباتات تتبع جنس الكتيلة من الفصيلة النجمية.